# Štěpán Trochta

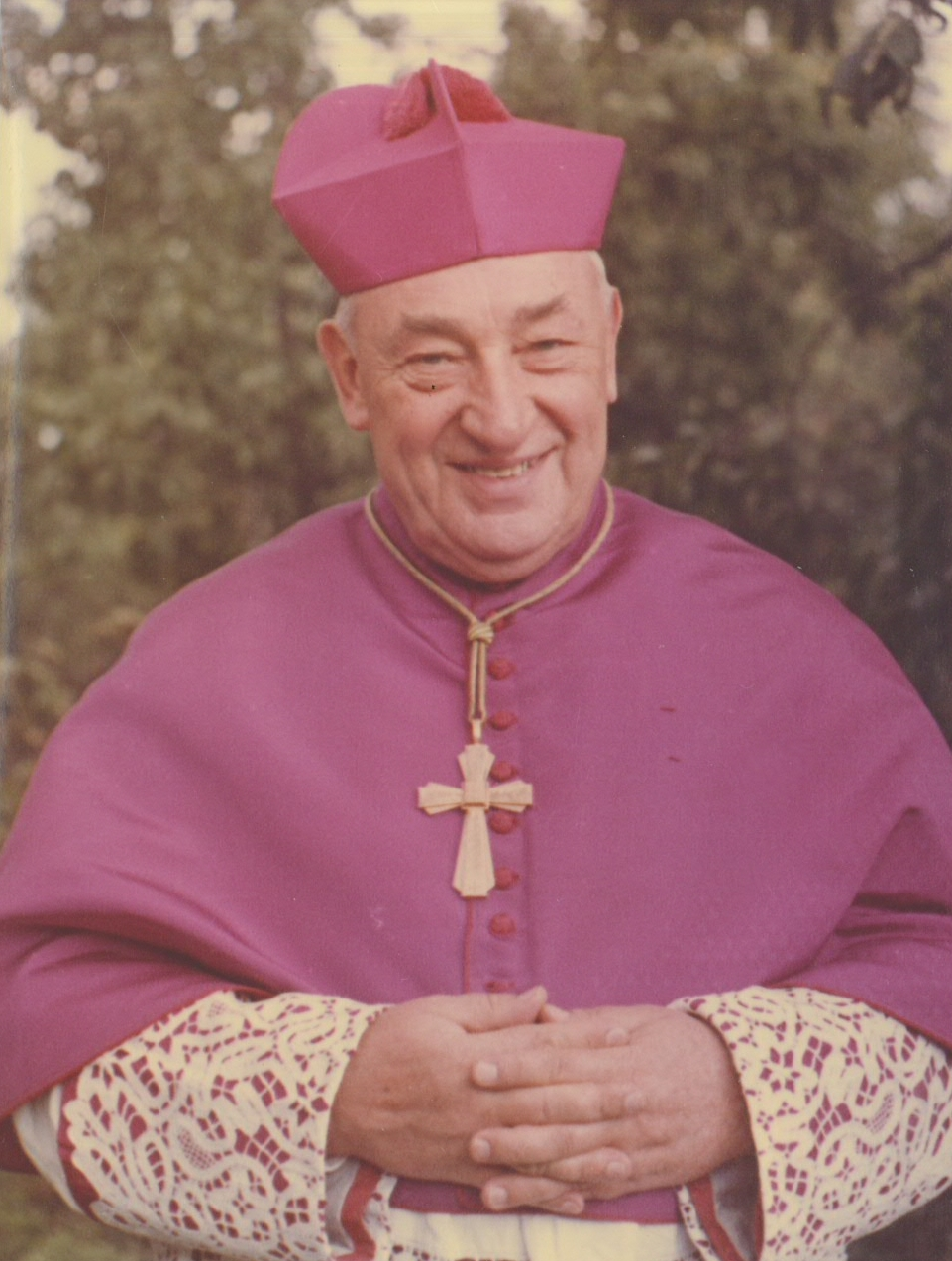
Bischof Štěpán Trochta (1970)

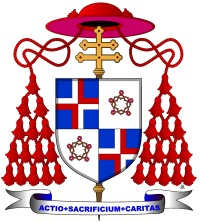
Wappen von Kardinal Trochta

Štěpán Kardinal Trochta SDB (* 26. März 1905 in Franzensschlag, Bezirk Wsetin; † 6. April 1974 in Litoměřice (Leitmeritz)) war Bischof des Bistums Leitmeritz (Litoměřice).

## Werdegang
Štěpán Trochta trat nach seiner Schulzeit am Kirchlichen Gymnasium des Deutschen Ordens in Olmütz 1923 in die Gemeinschaft der Salesianer Don Boscos ein. Er studierte Katholische Theologie und Philosophie in Turin, wo er am 29. Juni 1932 das Sakrament der Priesterweihe empfing. Anschließend arbeitete er in verschiedenen Häusern seines Ordens in der damaligen Tschechoslowakei. In Prag und Ostrava gehörte er zu den Mitgründern von Häusern der Salesianer. Während des Zweiten Weltkriegs war Štěpán Trochta von 1942 bis 1945 im KZ Theresienstadt, im KZ Mauthausen und im KZ Dachau interniert.

## Bischof von Leitmeritz
Papst Pius XII. ernannte Štěpán Trochta 1947 zum Bischof von Leitmeritz. Die Bischofsweihe spendete ihm am 16. November 1947 der damalige Apostolische Nuntius in der Tschechoslowakei, Erzbischof Saverio Ritter.
In den Jahren 1949 bis 1968 untersagten ihm die kommunistischen Machthaber die Ausübung seines pastoralen Dienstes. 1953 wurde er zu 25 Jahren Freiheitsentzug verurteilt und verbrachte einige Jahre unter anderem im berüchtigten Gefängnis Leopoldov, bis er 1960 amnestiert wurde. Papst Paul VI. ernannte ihn 1969 in pectore zum Kardinal. Die öffentliche Proklamation und die Aufnahme als Kardinalpriester mit der Titelkirche San Giovanni Bosco in via Tuscolana erfolgte im feierlichen Konsistorium vom 5. März 1973. Štěpán Trochta starb am 6. April 1974 in Litoměřice und wurde in der Bischofsgruft auf dem dortigen städtischen Friedhof beigesetzt.